# Střítež (Kolinec)
Střítež je malá vesnice, část městyse Kolinec v okrese Klatovy v Plzeňském kraji. Nachází se asi 4,5 kilometru západně od Kolince. Střítež leží v katastrálním území Střítež u Malonic o rozloze 1,45 km².

## Historie
První písemná zmínka o vesnici pochází z roku 1392.

## Obyvatelstvo
| Rok            | 1869 | 1880 | 1890 | 1900 | 1910 | 1921 | 1930 | 1950 | 1961 | 1970 | 1980 | 1991 | 2001 | 2011 | 2021 |
| -------------- | ---- | ---- | ---- | ---- | ---- | ---- | ---- | ---- | ---- | ---- | ---- | ---- | ---- | ---- | ---- |
| Počet obyvatel | 81   | 105  | 110  | 120  | 95   | 118  | 105  | 66   | 74   | 60   | 41   | 28   | 28   | 32   | 33   |
| Počet domů     | 12   | 13   | 15   | 16   | 15   | 17   | 17   | 17   | 16   | 15   | 14   | 13   | 13   | 13   | 14   |

## Obecní správa
Při sčítání lidu v letech 1850–1920 Střitež byla osadou obce Chlistov v okrese Klatovy. V letech 1921–1960 byl samostatnou obcí, se kterým patřil nejprve do okresu Klatovy, ale v roce 1950 v okrese Sušice. V letech 1961–1980 byl částí obce Malonice v okrese Klatovy. Od 1. ledna 1981 je částí městyse Kolinec v okrese Klatovy.

## Galerie

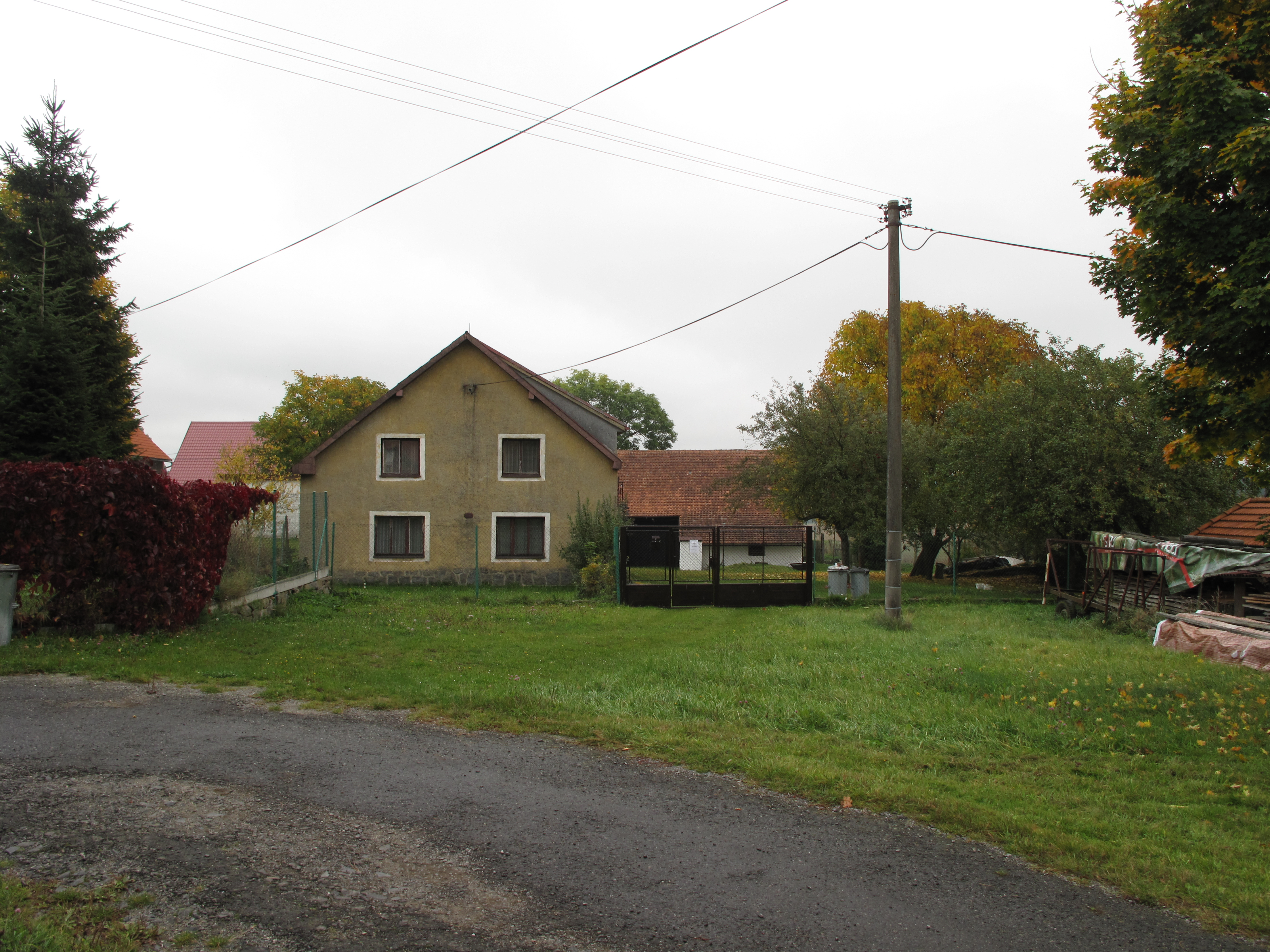
Dům
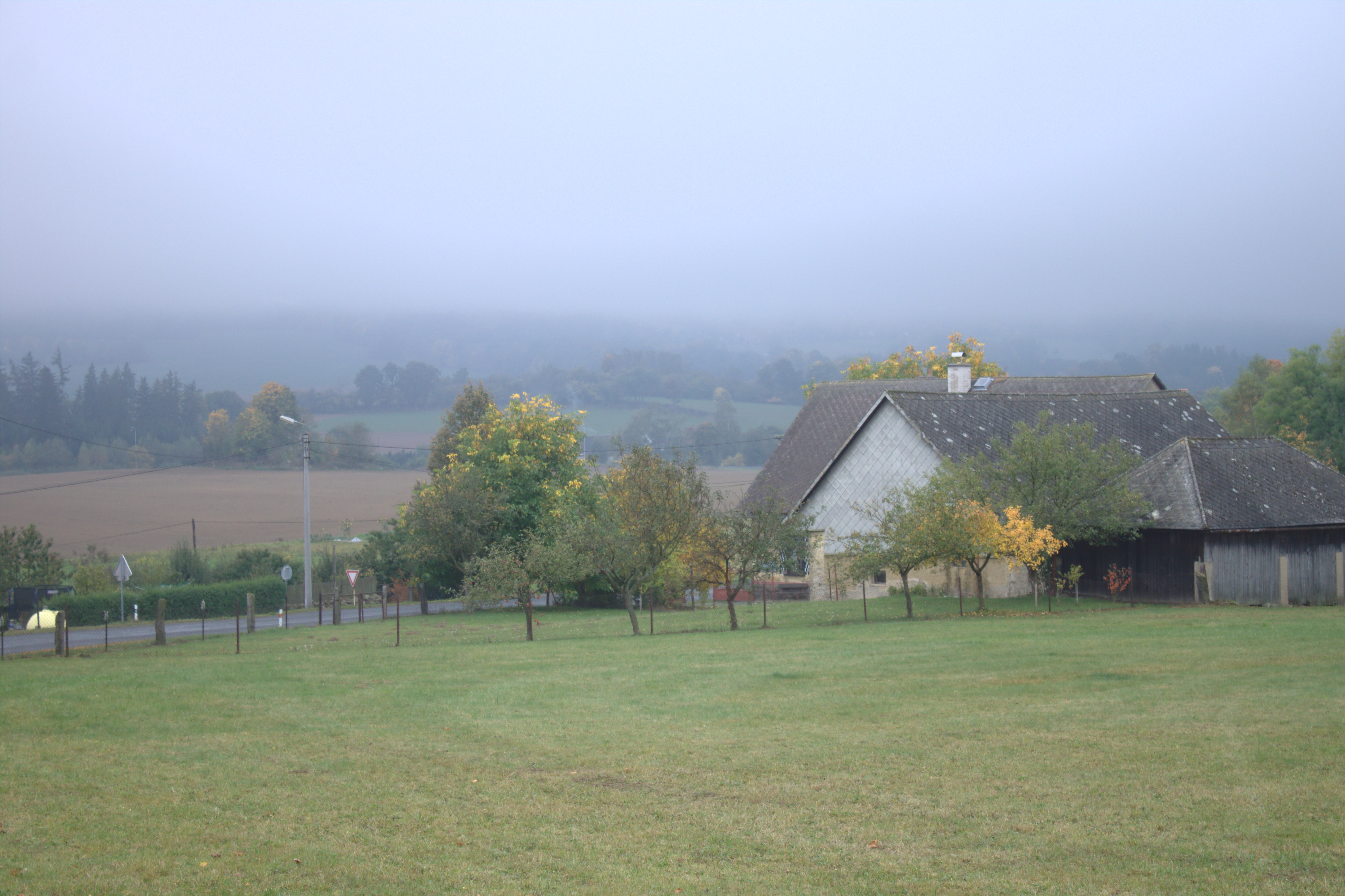
Hospodářství
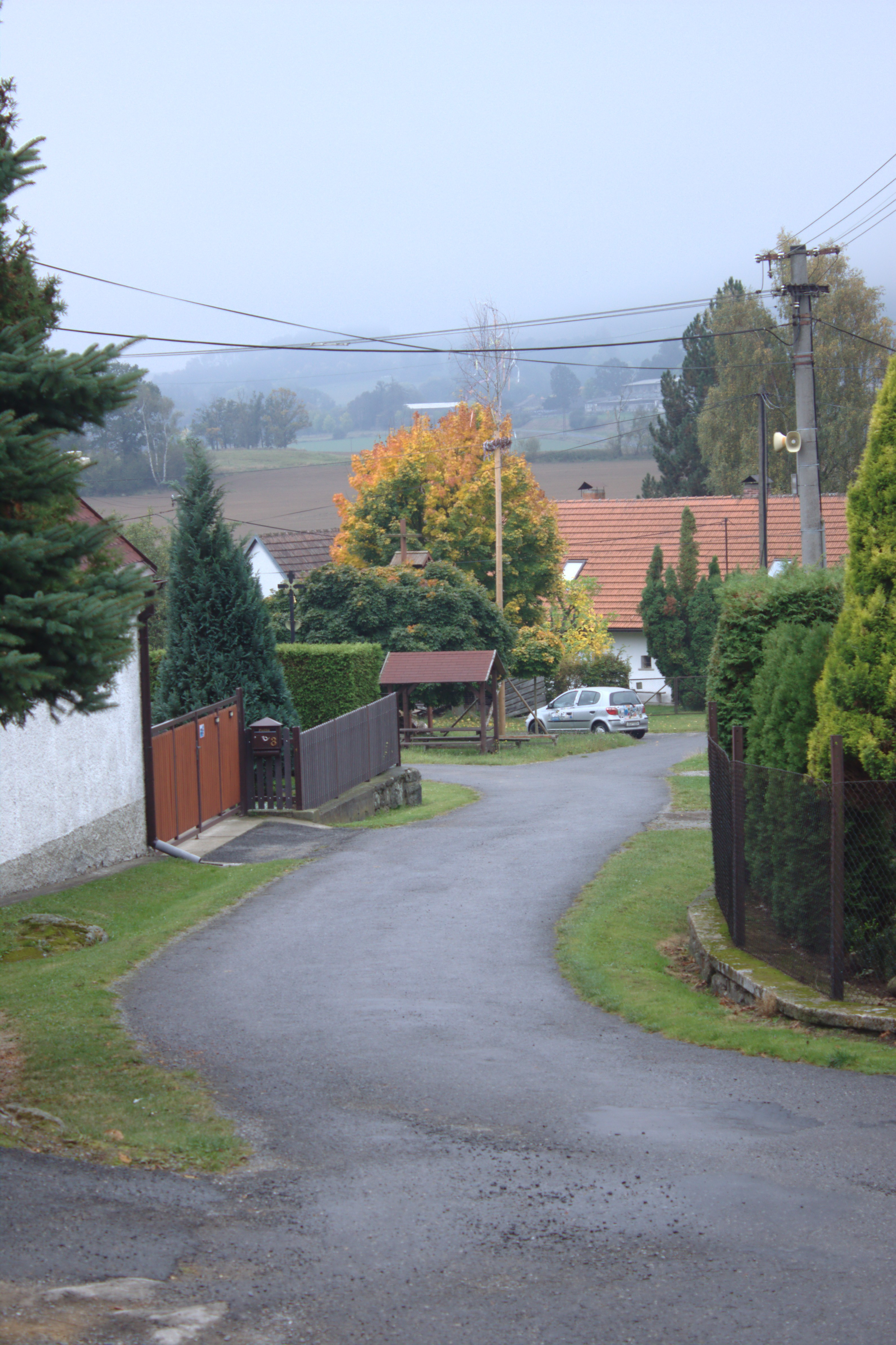
Cesta